# Zakliniec mniejszy

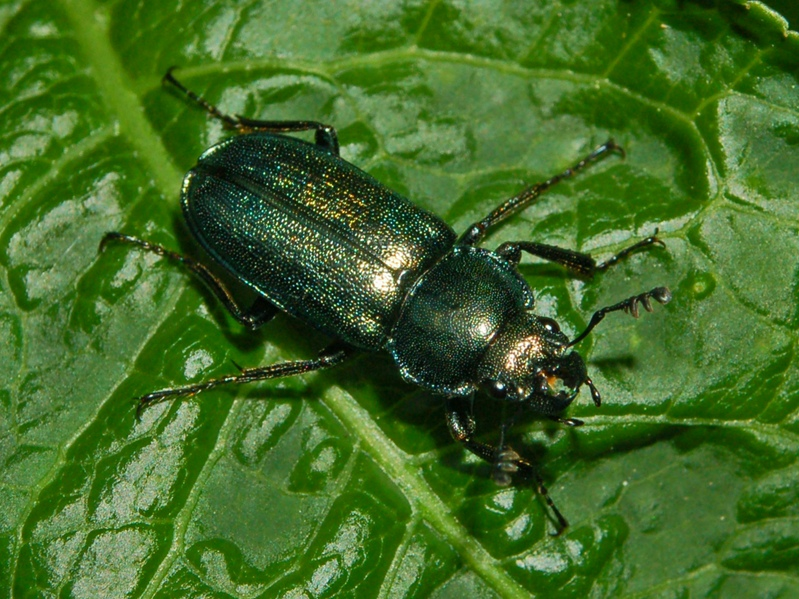
Zakliniec mniejszy

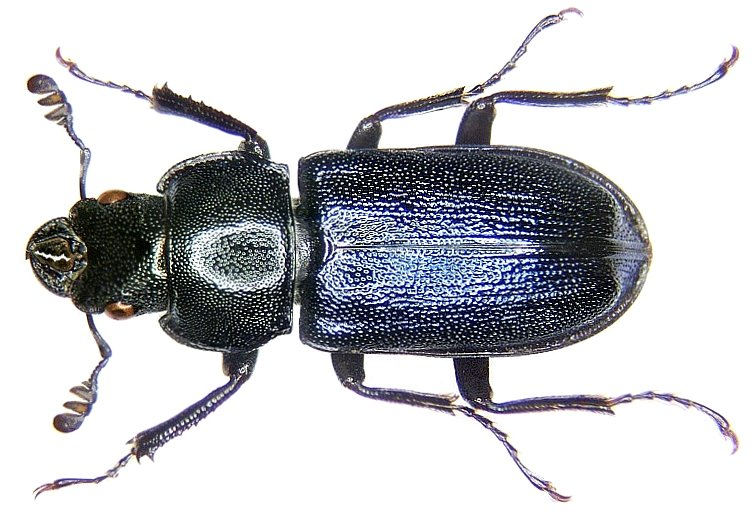
Zakliniec mniejszy

Zakliniec mniejszy, zakliniec (Platycerus caraboides) – gatunek chrząszcza z rodziny jelonkowatych i podrodziny Lucaninae. Zasiedla lasy liściaste i mieszane Palearktyki. Larwy rozwijają się w leżaninie oraz próchniejących pniach i pniakach. Owady dorosłe latają w dni słoneczne.

## Taksonomia
Gatunek ten opisany został w 1758 roku przez Karola Linneusza jako Scarabaeus caraboides. W jego obrębie wyróżnia się dwa podgatunki:
- Platycerus caraboides caraboides (Linnaeus, 1758)
- Platycerus caraboides caerulosus Didier et Séguy, 1953

## Opis
Chrząszcz o ciele długości od 9 do 14 mm, wydłużonym i przypłaszczonym, smuklejszym niż u pokrewnego zaklińca wiosennego. Ubarwienie jego jest metaliczne, opalizująco połyskujące; może być ciemnoniebieskie, zielononiebieskie, zielone, niebieskofioletowe, fioletowe, niebieskoczarne, czarne lub brunatne, przy czym odnóża zwykle są czarne, ale mogą być też rdzawobrązowe. Często przedplecze ma inną barwę niż pokrywy. Powierzchnię głowy cechuje silne punktowanie i rzadkie, jasne owłosienie. Żuwaczki u obu płci są krótkie; u samicy zakrzywione pod prawie prostym kątem, a u samca łukowato. Wewnętrzna krawędź żuwaczki samca ma dwa zęby u nasady, dalej wcięcie, a za nim część blaszkowatą z pięcioma tępymi ząbkami. Czułki ma trochę kolankowato załamane, zwieńczone czteroczłonowymi buławkami. Nierównomiernie gęsto punktowane przedplecze ma zaokrąglone i nieco karbowane brzegi boczne oraz prostą i obrzeżoną przy pomocy listewki krawędź tylną. Tarczka jest szeroka, krótka i zaokrąglona. Punktowanie na pokrywach jest silne, bardzo gęste, miejscami zlane w poprzeczne zmarszczki. Brzegi boczne pokryw są prawie równoległe, zaopatrzone w małe ząbki barkowe. Błyszczącą spodnią powierzchnię ciała porasta relatywnie gęste, przylegające owłosienie. Przednia para odnóży ma golenie z rzędem drobnych ząbków, dwoma większymi i ostrymi zębami wierzchołkowymi oraz listwą na stronie spodniej, zwieńczoną ostrym zębem.

## Biologia i występowanie
Cykl rozwojowy trwa 3–4 lata. Larwy żerują w przegrzybiałym drewnie. Rozwijają się w odłamanych gałęziach oraz spróchniałych pniach i pniakach drzew i krzewów: dębów, buków, grabów, lip, leszczyn, jarzębin, brzóz i osik. W związku z tym zagraża im usuwanie leżaniny w ramach gospodarki leśnej.
Imagines opuszczają poczwarki późnym latem, ale pozostają w komorach poczwarkowych do następnego roku. Pojaw owadów dorosłych przypada na wczesną wiosnę, zwykle na kwiecień. Żerują na młodych liściach, pąkach i pędach nisko położonych gałęzi oraz na wyciekającym z uszkodzonych roślin soku. Do lotu przystępują w dni słoneczne.
Owad palearktyczny, zasiedlający lasy liściaste i mieszane. Podgatunek nominatywny występuje w Europie i na Bliskim Wschodzie. W tej pierwszej znany jest z Albanii, Austrii, Białorusi, Belgii, Bośni i Hercegowiny, Bułgarii, Chorwacji, Czarnogóry, Czech, Danii, Estonii, Finlandii, Francji, Hiszpanii, Holandii, Litwy, Luksemburgu, Łotwy, Macedonii Północnej, Mołdawii, Niemiec, Norwegii, Polski, Rumunii, Rosji, Słowacji, Słowenii, Szwecji, Szwajcarii, Ukrainy, Węgier i Włoch. Niepewne dane pochodzą z Wielkiej Brytanii. W Polsce występuje od nizin do około 750 m n.p.m. (po strefę buczyn). Podgatunek P. c. caerulosus występuje w Chinach.